# 陸前豊里駅
陸前豊里駅（りくぜんとよさとえき）は、宮城県登米市豊里町上屋浦にある、東日本旅客鉄道（JR東日本）気仙沼線の駅である。
気仙沼線に並行する気仙沼線BRTは当駅を経由しない。

## 歴史
- 1968年（昭和43年）10月24日：日本国有鉄道（国鉄）柳津線の駅として開業[3]。
- 1977年（昭和52年）12月11日：路線名改称により、気仙沼線の駅となる。
- 1987年（昭和62年）4月1日：国鉄分割民営化により、JR東日本の駅となる[3]。

## 駅構造
単式ホーム1面1線を有する地上駅である。かつては島式ホーム1面2線を有しており、気仙沼線（鉄道区間）の途中駅では唯一列車交換が可能であったが、2025年（令和7年）5月現在は1面1線での運用である。駅舎とホームは跨線橋（階段のみ）で連絡している。
小牛田駅管理の簡易委託駅で、「産直がんばる館」内に窓口がある。

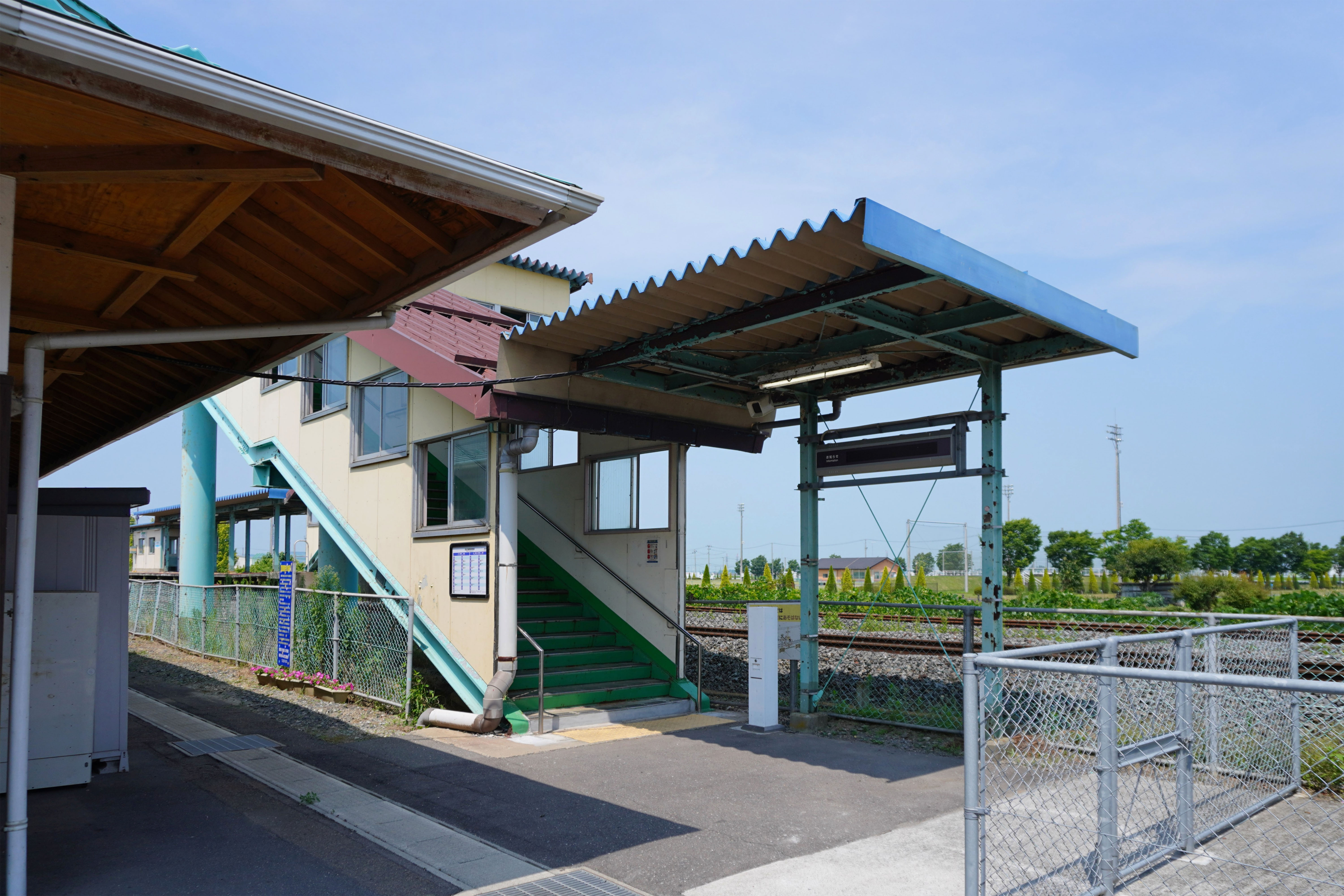
跨線橋（2023年7月）
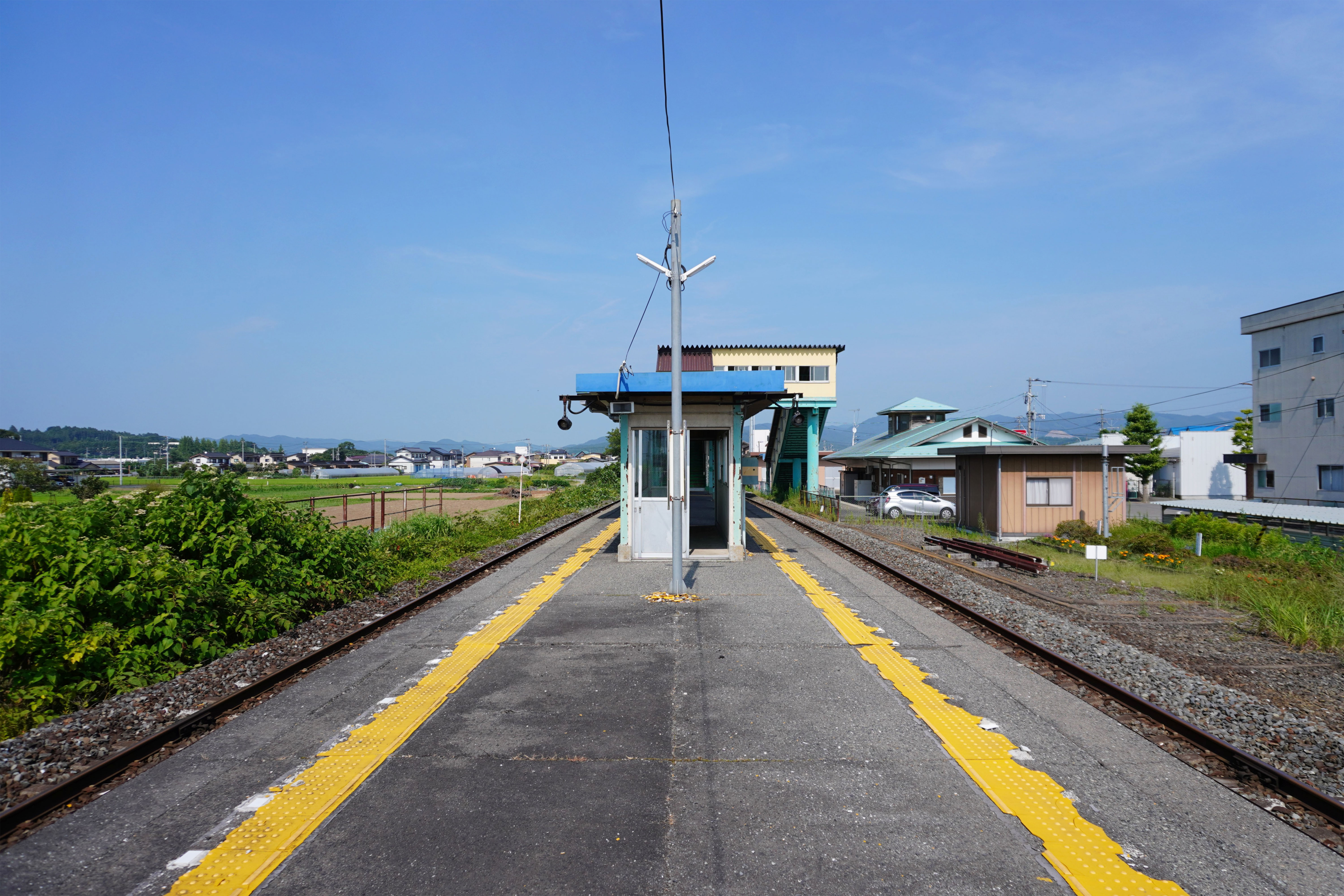
1面2線時代のホーム（2023年7月）

## 利用状況
JR東日本によると、2023年度（令和5年度）の1日平均乗車人員は75人である。
2000年度（平成12年度）以降の推移は以下のとおりである。なお、2011年度（平成23年度）および2015年度（平成27年度）のデータは公表されていない。
| 1日平均乗車人員推移 | 1日平均乗車人員推移 | 1日平均乗車人員推移 | 1日平均乗車人員推移 | 1日平均乗車人員推移 |
| 年度                | 定期外              | 定期                | 合計                | 出典                |
| ------------------- | ------------------- | ------------------- | ------------------- | ------------------- |
| 2000年（平成12年）  |                     |                     | 258                 | [ 利用客数 2 ]      |
| 2001年（平成13年）  |                     |                     | 264                 | [ 利用客数 3 ]      |
| 2002年（平成14年）  |                     |                     | 240                 | [ 利用客数 4 ]      |
| 2003年（平成15年）  |                     |                     | 213                 | [ 利用客数 5 ]      |
| 2004年（平成16年）  |                     |                     | 202                 | [ 利用客数 6 ]      |
| 2005年（平成17年）  |                     |                     | 203                 | [ 利用客数 7 ]      |
| 2006年（平成18年）  |                     |                     | 200                 | [ 利用客数 8 ]      |
| 2007年（平成19年）  |                     |                     | 179                 | [ 利用客数 9 ]      |
| 2008年（平成20年）  |                     |                     | 172                 | [ 利用客数 10 ]     |
| 2009年（平成21年）  |                     |                     | 148                 | [ 利用客数 11 ]     |
| 2010年（平成22年）  |                     |                     | 140                 | [ 利用客数 12 ]     |
| 2011年（平成23年）  | 非公表              | 非公表              | 非公表              |                     |
| 2012年（平成24年）  | 12                  | 99                  | 111                 | [ 利用客数 13 ]     |
| 2013年（平成25年）  | 12                  | 91                  | 103                 | [ 利用客数 14 ]     |
| 2014年（平成26年）  | 10                  | 92                  | 102                 | [ 利用客数 15 ]     |
| 2015年（平成27年）  | 非公表              | 非公表              | 非公表              |                     |
| 2016年（平成28年）  | 9                   | 97                  | 106                 | [ 利用客数 16 ]     |
| 2017年（平成29年）  | 9                   | 90                  | 99                  | [ 利用客数 17 ]     |
| 2018年（平成30年）  | 9                   | 94                  | 103                 | [ 利用客数 18 ]     |
| 2019年（令和元年）  | 8                   | 99                  | 107                 | [ 利用客数 19 ]     |
| 2020年（令和02年）  | 4                   | 89                  | 94                  | [ 利用客数 20 ]     |
| 2021年（令和03年）  | 6                   | 92                  | 98                  | [ 利用客数 21 ]     |
| 2022年（令和04年）  | 7                   | 72                  | 80                  | [ 利用客数 22 ]     |
| 2023年（令和05年）  | 6                   | 68                  | 75                  | [ 利用客数 1 ]      |

## 駅周辺
旧・豊里町の中心駅であった。
- 陸前豊里郵便局
- 登米市立豊里小中学校（小中一貫教育）
- 登米警察署豊里駐在所
- 豊里水辺の公園
- 宮城県道21号河南米山線
- 宮城県道61号涌谷津山線
- 宮城県道257号河南登米線

## 隣の駅
東日本旅客鉄道（JR東日本）
■気仙沼線
のの岳駅 - 陸前豊里駅 - 御岳堂駅

### 記事本文
1. 1 2  「駅の情報（陸前豊里駅）：JR東日本」東日本旅客鉄道。2024年12月30日閲覧。
2. 1 2 3  「JR東日本：駅構内図・バリアフリー情報（陸前豊里駅）」東日本旅客鉄道。2025年6月11日閲覧。
3. 1 2 3  石野哲 編『停車場変遷大事典 国鉄・JR編 Ⅱ』（初版）JTB、1998年10月1日、483頁。ISBN 978-4-533-02980-6。
4. 1 2 3 4  『週刊 JR全駅・全車両基地』 56号 新庄駅・気仙沼駅・鳴子温泉駅ほか80駅、朝日新聞出版〈週刊朝日百科〉、2013年9月15日、23頁。
5. ↑  「JR東日本：駅構内図・バリアフリー情報（陸前豊里駅）」東日本旅客鉄道。2023年8月27日時点のオリジナルよりアーカイブ。2025年6月11日閲覧。

### 利用状況
1. 1 2  「各駅の乗車人員 2023年度 101位以下（8）| 企業サイト：JR東日本」東日本旅客鉄道。2025年7月29日閲覧。
2. ↑  「JR東日本：各駅の乗車人員（2000年度）」東日本旅客鉄道。2025年7月29日閲覧。
3. ↑  「JR東日本：各駅の乗車人員（2001年度）」東日本旅客鉄道。2025年7月29日閲覧。
4. ↑  「JR東日本：各駅の乗車人員（2002年度）」東日本旅客鉄道。2025年7月29日閲覧。
5. ↑  「JR東日本：各駅の乗車人員（2003年度）」東日本旅客鉄道。2025年7月29日閲覧。
6. ↑  「JR東日本：各駅の乗車人員（2004年度）」東日本旅客鉄道。2025年7月29日閲覧。
7. ↑  「JR東日本：各駅の乗車人員（2005年度）」東日本旅客鉄道。2025年7月29日閲覧。
8. ↑  「JR東日本：各駅の乗車人員（2006年度）」東日本旅客鉄道。2025年7月29日閲覧。
9. ↑  「JR東日本：各駅の乗車人員（2007年度）」東日本旅客鉄道。2025年7月29日閲覧。
10. ↑  「JR東日本：各駅の乗車人員（2008年度）」東日本旅客鉄道。2025年7月29日閲覧。
11. ↑  「JR東日本：各駅の乗車人員（2009年度）」東日本旅客鉄道。2025年7月29日閲覧。
12. ↑  「JR東日本：各駅の乗車人員（2010年度）」東日本旅客鉄道。2025年7月29日閲覧。
13. ↑  「JR東日本：各駅の乗車人員（2012年度）」東日本旅客鉄道。2025年7月29日閲覧。
14. ↑  「各駅の乗車人員 2013年度 ベスト100以外（9）：JR東日本」東日本旅客鉄道。2025年7月29日閲覧。
15. ↑  「各駅の乗車人員 2014年度 ベスト100以外（9）：JR東日本」東日本旅客鉄道。2025年7月29日閲覧。
16. ↑  「各駅の乗車人員 2016年度 ベスト100以外（8）：JR東日本」東日本旅客鉄道。2025年7月29日閲覧。
17. ↑  「各駅の乗車人員 2017年度 ベスト100以外（8）：JR東日本」東日本旅客鉄道。2025年7月29日閲覧。
18. ↑  「各駅の乗車人員 2018年度 ベスト100以外（8）：JR東日本」東日本旅客鉄道。2025年7月29日閲覧。
19. ↑  「各駅の乗車人員 2019年度 ベスト100以外（8）：JR東日本」東日本旅客鉄道。2025年7月29日閲覧。
20. ↑  「各駅の乗車人員 2020年度 101位以下（8）| 企業サイト：JR東日本」東日本旅客鉄道。2025年7月29日閲覧。
21. ↑  「各駅の乗車人員 2021年度 101位以下（8）| 企業サイト：JR東日本」東日本旅客鉄道。2025年7月29日閲覧。
22. ↑  「各駅の乗車人員 2022年度 101位以下（8）| 企業サイト：JR東日本」東日本旅客鉄道。2025年7月29日閲覧。